# Jean Dardenne
Jean Dardenne (fin du XVIIe siècle) était un poète toulousain. 
Il fut docteur en théologie, et vicaire général du diocèse d'Agen. Il fut également maître et juge des Jeux floraux. Il publia deux recueils : Le Triomphe de la Violette (1672), et Le Triomphe du Souci (1674). 

## Biographie
Il fait ses études de droit à Toulouse et devient juriste. Chef-adjoint du cabinet du ministre de l'instruction publique Chaumié, conservateur du Musée Cernuschi (1905) et critique d'art, spécialiste des arts chinois, il est l'époux d'Andrée Viollis (1905). En 1907, il voyage avec elle en Tunisie, ce qui lui inspire son roman Délices de Fez. Le couple aura deux filles.
En 1927, il préface Le Palanquin rouge de Georges Maybon.

## Œuvres
- L'Auvergnate (nouvelle)
- La guirlande des jours, Bibliothèque de l'Effort, 1897
- L'émoi, Borel, 1897
- La perdrix dorée (avec Andrée Viollis)
- La récompense, Borel, 1901
- Petit cœur, Mercure de France, 1903
- Monsieur Le Principal, Calmann-Lévy, 1908
- Charles Guerin 1873-1907, Mercure de France, 1909
- L'art chinois, Renouard, 1910
- Le mur, Fayard, 1911
- Tapis chinois, Art et décoration, 1911
- 5e Exposition des arts de l'Asie, 1913
- Bonne-fille, Fayard, 1919
- Les Animaux dans l'art chinois, Lévy, 1922
- La flûte d'un sou, Fayard, 1922
- Délices de Fez, Fayard, 1923
- L'Art des barbares, Imprimerie de Monaco, 1925
- L'oiseau bleu s'est endormi, Plon, 1926
- L'Art classique chinois, H. Laurens, 1926
- Catalogue des poteries de fouille chinoises, Portier, 1930
- La sculpture chinoise, Van Oest, 1931
- Mais, elle dort ?, Éditions de la Madeleine, 1932
- Puycerrampion (avec Andrée Viollis), la Bibliothèque française, 1947
- Les survivants, La Bibliothèque française, 1949

## Hommage
Une rue de Toulouse porte son nom.